# MEMRI
MEMRI (The Middle East Media Research Institute; укр. Інститут з дослідження засобів масової інформації Близького Сходу) — організація, що проводить моніторинг близькосхідних ЗМІ. Штаб-квартира організації розташована у Вашингтоні (США), а офіси — в Єрусалимі, Берліні, Лондоні, Шанхаї, Багдаді й Токіо.

## Опис
MEMRI була заснована 1998 року Їґалом Кармоном, колишнім полковником ізраїльської військової розвідки та Мейравом Вюрмсером американським політологом, який народився в Ізраїлі.
MEMRI розміщує на своєму вебсайті оперативні переклади з арабської, фарсі, урду, пушту й турецької, а також аналітичні статті про політичні, ідеологічні, інтелектуальні, громадські, культурні та релігійні тенденції на Близькому Сході. Робочі мови: англійська, французька, німецька, італійська, іспанська, іврит, російська, польська, китайська та японська.
Матеріали MEMRI регулярно друкують і цитують провідні ЗМІ, такі як CBC, NBC, FOX, CNN, New York Times, Washington Post, Sunday Times, Guardian тощо.

## Фінансування
MEMRI зареєстрована як некомерційна організація та існує за рахунок приватних пожертв, що, в тому числі, надходять з різноманітних фондів. Пожертви, за законами США, вважаються доброчинними та не оподатковуються. За даними 2008 року, надходження організації склали 4 914 000 доларів.

## Проекти
Серед особливих проектів MEMRI є такі:
- Щотижневий огляд близькосхідної економіки
- Дослідження джихаду в мусульманського світі
- Дослідження навчальних матеріалів в арабських та мусульманських країнах
- Дослідження впливу релігійного апарату на суспільну думку в арабських та мусульманських країнах

## Критика
Деякі видання вважають, що MEMRI незаслужено має статус нейтральної неприбуткової організації у США, оскільки насправді, вона перекладає та публікує лише найбільш екстремістські матеріали з арабської та іранської преси, подаючи мусульманський світ у непривабливому світлі та ігноруючи помірковані погляди у тих країнах, чим просуває інтереси Ізраїлю. У той же час MEMRI не перекладає екстремістських івритських статей, хоч і заявляє, що переклади з івритської преси — одна з її цілей.